# Ron Cobb
Ronald Cobb, noto come Ron Cobb (Los Angeles, 21 settembre 1937 – Sydney, 21 settembre 2020), è stato un artista, scenografo e disegnatore statunitense.
Appartiene a una categoria di concept artist solitamente definiti "futuristi visuali".

## Biografia
A 18 anni, senza alcuna formazione di base nel campo dell'illustrazione, viene assunto come animatore ai Walt Disney Studios di Burbank, California. In seguito lavora per il film d'animazione La bella addormentata nel bosco (1959), l'ultimo della Disney interamente colorato a mano. L'anno successivo è arruolato nell'esercito americano. I primi due anni consegna documenti segreti nella zona di San Francisco, e nel 1963 è spedito in Vietnam come disegnatore per la segnaletica. Congedato, inizia a lavorare da freelance e collabora al Los Angeles Free Press nel 1965, con vignette politiche. La paga è scarsa, e Cobb continua a cercare lavoro altrove. Disegna la copertina dell'album dei Jefferson Airplane, After Bathing at Baxter's, del 1967. Inoltre collabora alla creazione del film cult di fantascienza Dark Star (1974) disegnando l'aspetto esteriore della nave spaziale.
Nel 1972 si trasferisce a Sydney, in Australia. Nel 1975 l'editore indipendente Wild & Woolley pubblica un best of delle sue prime vignette raccolte nel libro Cobb Book, seguito da Cobb Again del 1978. Le sue più importanti opere saranno raccolte nel maxilibro Colorvision, a colori, che include gran parte dei suoi lavori per i film Guerre stellari (1977), Alien (1979) e Conan il barbaro (1982), la prima pellicola in cui compare come "production designer". Collabora inoltre alla produzione artistica di altri film, come Giochi stellari (1984), Leviathan (1989), e alla concezione visiva di film come Scuola di geni (1985), Ritorno al futuro (1985), Aliens - Scontro finale (1986), The Abyss (1989), Atto di forza (1990), True Lies (1994), Il sesto giorno (2000), Come cani e gatti (2001), Southland Tales - Così finisce il mondo (2006) e Garbo, da lui diretto.
Dopo Incontri ravvicinati del terzo tipo, Steven Spielberg offre a Cobb l'opportunità di dirigere un sequel, inizialmente pensato come un thriller oscuro dal titolo Night Skies. Cobb scrive una prima bozza, ma sorgono problemi con gli effetti speciali, che avrebbero richiesto la riscrittura del copione. Nel 1980 Spielberg rielabora la bozza di Cobb per Night Skies in una versione più personale, che intitolerà E.T. l'extra-terrestre e Cobb riceve un compenso di partecipazione. A lui si devono i bizzarri personaggi della "cantina" di Guerre stellari, gli interni ed esterni di Alien e Aliens - Scontro finale, incluso il Dropship, la DeLorean di Ritorno al futuro, le scenografie di Conan il barbaro e Atto di forza, e i props tecnologici de Il sesto giorno e tanti altri film. Insieme ai colleghi Syd Mead e Chris Foss, va considerato tra i migliori futuristi visuali.
Cobb muore il 21 settembre 2020, giorno del suo ottantatreesimo compleanno, per complicazioni dovute alla demenza da corpi di Lewy.

## Produzioni artistiche

### Regista
- Garbo (1992)

### Scenografo
- Conan il barbaro (Conan the Barbarian) (1982)
- Giochi stellari (The Last Starfighter) (1984)
- Leviathan (1989)

### Sceneggiatore
- Ai confini della realtà (The Twilight Zone)
  - Il rifugio antiatomico (1987)

### Artista concettuale
- Dark Star (1974)
- Guerre stellari (1977)
- Alien (1979)
- I predatori dell'arca perduta (Raiders of the Lost Ark) (1981)
- Conan il barbaro (Conan the Barbarian) (1982)
- Ritorno al futuro (Back to the Future) (1985)
- Scuola di geni (Real Genius) (1985)
- Aliens - Scontro finale (Aliens) (1986)
- The Abyss (1989)
- Meet the hollowheads (1989)
- Atto di forza (Total Recall) (1990)
- True lies (1994)
- Space Truckers (1996)
- The Space Bar (1997)
- Titan A.E. (2000)
- Il sesto giorno (The 6th Day) (2000)
- Come cani e gatti (2001)
- Firefly (2002)
- Southland Tales - Così finisce il mondo (Southland Tales) (2006)

### Direttore effetti visivi
- Dark Star (1974)
- Storie incredibili (serie televisiva 1985) (Amazing Stories)
  - Il treno fantasma (1985)
  - Un'incontrollabile attrazione (1985)
  - Combattere ad Alamo (1985)
  - Papà mummia (1985)
  - La missione (1985)
  - Il favoloso Falsworth (1985)
  - In perfetta sintonia (1985)
  - Mr. Magic (1985)
  - Senso di colpa (1985)
  - Telecomando (1985)
  - Una notte incredibile (1985)
  - Vanessa (1985)
  - Baby sitter (1986)
  - Su una spiaggia (1986)
  - Per la strada (1986)
  - Vivere di sogni (1986)
  - Boo! (1986)
  - Dorothy e Ben (1986)
  - Lo specchio (1986)
  - Cinema segreto (1986)
  - Il toupet assassino (1986)
  - La bambola (1986)
  - Una vita tra i libri (1986)
  - Il fantasma del nonno (1986)

### Disegnatore e fumettista
- RCD-25 (Sawyer Press, 1967)
- Mah Fellow Americans (Sawyer Press, 1968) Tradotto in italiano da Bompiani nel 1971 con il titolo "America America"
- Raw Sewage (Price Stern, 1971)
- My Fellow Americans (Price Stern, 1971)
- Cobb Book (Wild & Woolley, 1975)
- Cobb Again (Wild & Woolley, 1978)
- Colorvision (Wild & Woolley, 1981)